# تشارلز دبليو. آدامز
تشارلز دبليو. آدامز (بالإنجليزية: Charles W. Adams)‏ هو ضابط أمريكي، ولد في 16 أغسطس 1817 في بوسطن في الولايات المتحدة، وتوفي في 9 سبتمبر 1878 في ممفيس في الولايات المتحدة.